# 埃佩河
52°27′1″N 13°35′40″E / 52.45028°N 13.59444°E

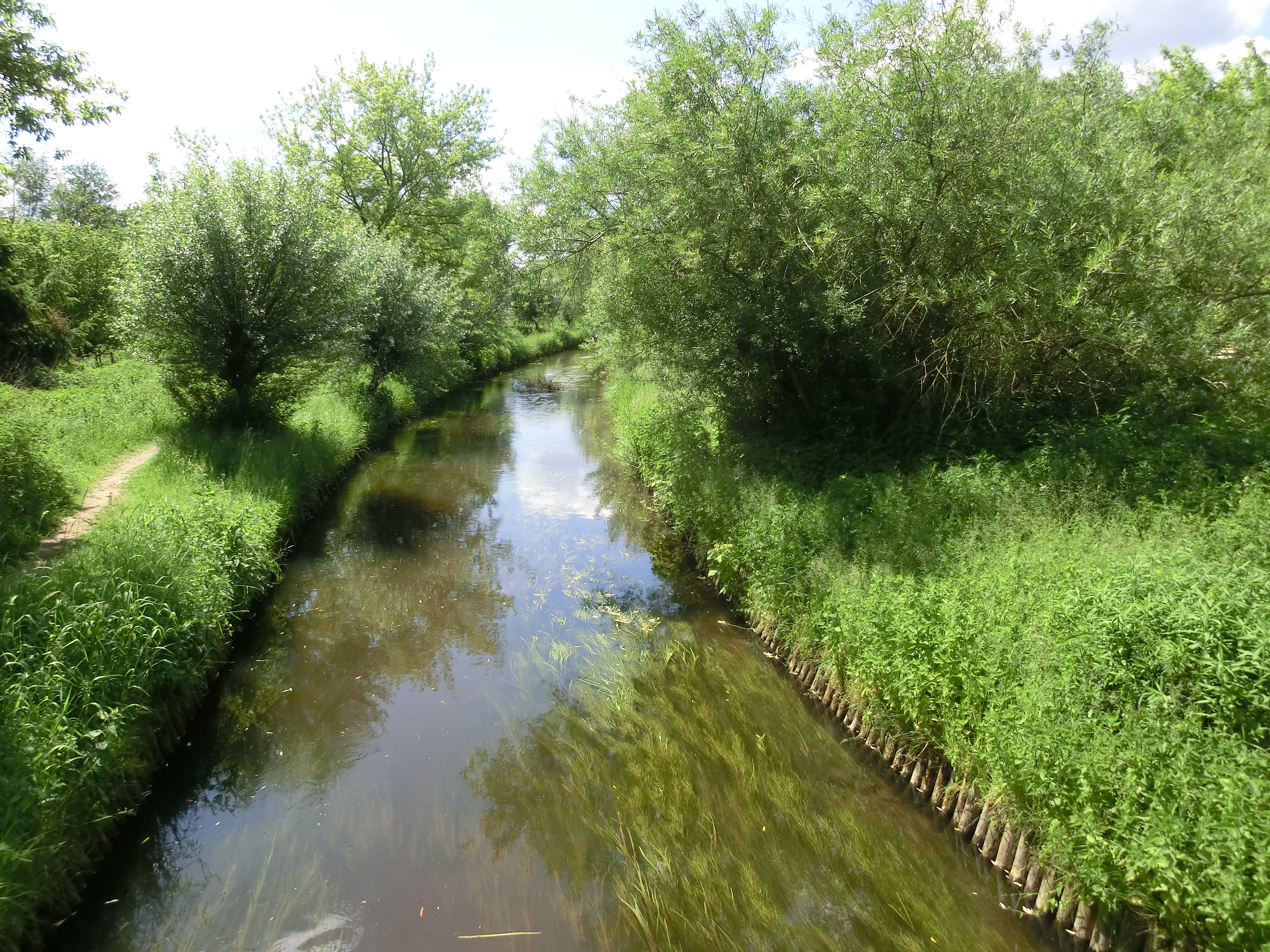
埃佩河

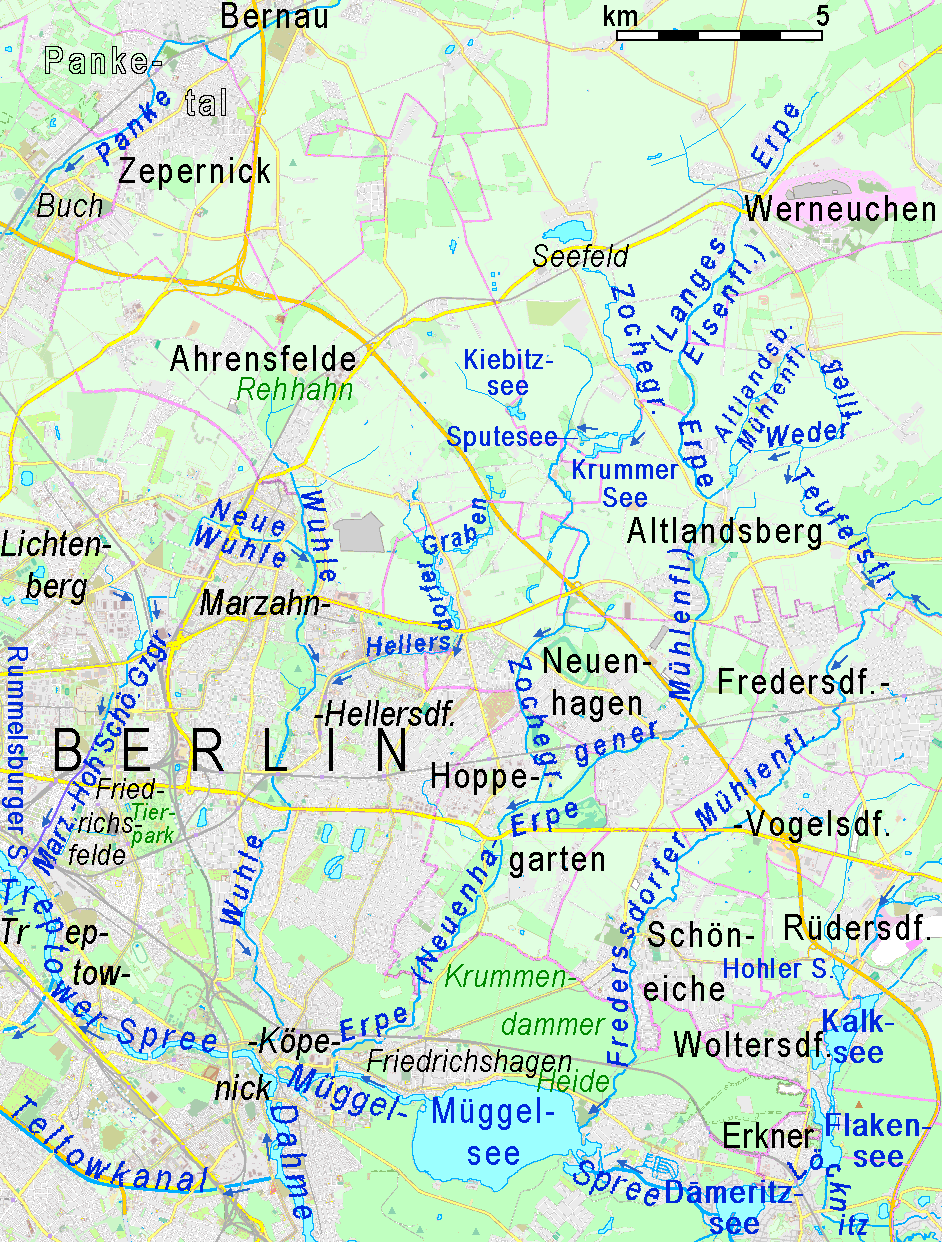
位置圖（右上）

埃佩河（德語：Erpe），是德國的河流，位於該國東北部，由勃蘭登堡州負責管轄，屬於施普雷河的右支流，河道全長32公里，流域面積216平方公里，發源自韋爾諾伊亨以北，河口處在克珀尼克。